# Tourville-sur-Pont-Audemer
Tourville-sur-Pont-Audemer è un comune francese di 862 abitanti situato nel dipartimento dell'Eure nella regione della Normandia.

## Società

### Evoluzione demografica

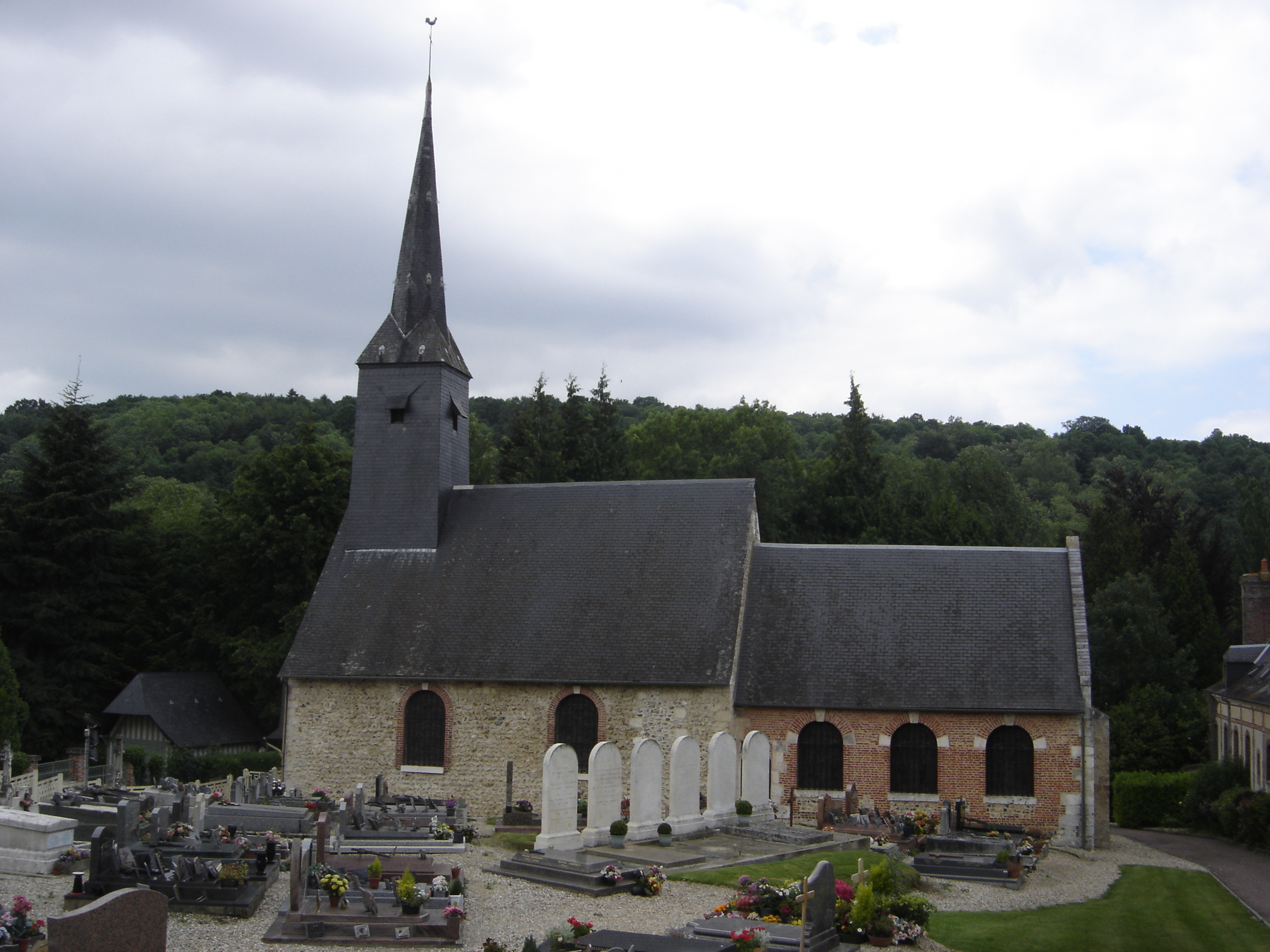
La chiesa di Tourville-sur-Pont-Audemer

Abitanti censiti